# Megapyga
Megapyga es un género de escarabajos  de la familia Chrysomelidae. En 1850 Boheman describió el género. Contiene las siguientes especies:
- Megapyga eximia Boheman, 1850
- Megapyga maai Kimoto, 1996
- Megapyga minima Borowiec, 1998
- Megapyga obscuricollis Borowiec, 1993